# Sant'Agata di Militello
Sant'Agata di Militello là một đô thị ở tỉnh Messina trong vùng Sicilia của Italia, có vị trí cách khoảng 110 km về phía đông của Palermo và vào khoảng 80 km về phía tây của Messina. Tại thời điểm ngày 31 tháng 12 năm 2004, đô thị này có dân số 13.006 người và diện tích là 33,5 km².
Sant'Agata di Militello giáp các đô thị: Acquedolci, Militello Rosmarino, San Fratello, Torrenova.